# Foulques de Villaret
Foulques de Villaret (Folco del Vilaret en occità) fou elegit en el 1307 25è Mestre de l'Hospital i va substituir així el seu oncle, Guillaume de Villaret. Va néixer al castell familiar d'Allenc, a la província del Gavaldà.
Foulques de Villaret va iniciar el trasllat dels cavallers de l'orde estacionats a Xipre cap a l'illa de Rodes, illa que es va haver de conquerir i que es va fer el 1310. A més de Rodes va ocupar les illes de Cos, Nysiros, Symi, Episkopi, Tilos i Halki, a més d'altres missions navals contra els turcs per frenar-ne l'expansió.
Es va abandonar als plaers terrenals i va governar l'orde amb despotisme, cosa que va comportar que fos deposat i substituït per Maurice de Pagnac el 1319. Ara bé, amb la mort d'aquest darrer el 1321 va reprendre el magisteri fins al 1325, data en què va dimitir a demandes del papa Joan XXII. Fou substituït per Hélion de Villeneuve. Va morir el 1329.